# مركز الدراسات المتقدمة في العلوم السلوكية
مركز الدراسات المتقدمة في العلوم السلوكية (CASBS) هو مختبر أبحاث أمريكي متعدد التخصصات في جامعة ستانفورد. يقدم المركز برنامج زمالة ما بعد الدكتوراه للعلماء والباحثين الذين يدرسون «التخصصات الاجتماعية والسلوكية الأساسية الخمسة للأنثروبولوجيا والاقتصاد والعلوم السياسية وعلم النفس وعلم الاجتماع».

## تاريخ
تأسس المركز عام 1954 من قبل مؤسسة فورد. عمل المدرب الأمريكي رالف دبليو تايلر كأول مدير للمركز من عام 1954 إلى عام 1966.